# 武見あゆみ
武見あゆみ／ピコ（たけみあゆみ／ピコ、1973年7月20日? - ）は、日本のロリータアイドル。

## 活動
1981年末か1982年初頭に出された武見あゆみ写真集『少女』（クロード・アイ社）がデビュー作。1982年から幼女系のロリータアイドルとして活動した。飾り気のない生活臭の漂った作風で親近感を獲得し、人気を博するも、1982年『アデュー』を最後に引退。

## 書籍

### 写真集
- 少女（クロード・アイ社 1982）
- 純少女（クロード・アイ社　1982　高橋景一撮影）
- 妖精少女（龍書房　1982 高橋景一撮影）
- 少女写真　オムニバス写真集（白夜書房　1982）
- アデュー（龍書房（クロードアイ社）1982　高橋景一撮影）
- 少女の詩（メルヘン企画社　1983）
- 荒木経惟写真集　少女世界（白夜書房　1984年）「写真時代」（1982年7月号）の作品を収録）

### 再版もの
- 少女の園　新版（クロード・アイ社）
- Dream Girl（クロード・アイ社）
- NEW FACE　キャンディロリータ（公栄出版）『妖精少女』の海賊版
- MAGIC BEAUTY　くりいむレモン（公栄出版）『アデュー』の海賊版
- ロリータ・アイドル（日之出企画社）